# Apeadero de Santiago
Nota: No confundir con la antigua Estación de Santiago do Cacém, en la Línea de Sines.
El Apeadero de Santiago fue una plataforma ferroviaria de la Línea del Duero que servía a la localidad de Santiago de Subarrifana en el ayuntamiento de Penafiel, Portugal.

## Historia
Este apeadero se encontraba en el tramo entre las Estaciones de Ermesinde y Penafiel de la Línea del Duero, que entró en servicio el 30 de julio de 1875.